# Nico Ruhle
Nico Ruhle (* 28. November 1981 in Dessau) ist ein deutscher Politiker (SPD). Er ist Bürgermeister der brandenburgischen Kreisstadt Neuruppin.

## Leben
Nico Ruhle wuchs in Dessau auf. Dort besuchte er das Gymnasium Philanthropinum. Der SPD trat er 1999 bei. An der Fachhochschule für Verwaltung und Rechtspflege Berlin studierte er Rechtspflege. Nach Abschluss seines Studiums 2003 arbeitete er am Amtsgericht Neuruppin, seit 2014 dort als Vorsitzender der Personalvertretung.
Von 2011 bis 2013 war er Landesvorsitzender der Jusos Brandenburg. Im Jahr 2014 wurde er in Neuruppin zum Stadtverordneten gewählt. Seitdem war er auch Fraktionsvorsitzender der SPD in Neuruppin.
Er ist Mitglied im Bund Deutscher Rechtspfleger, von Transparency International und im Tierschutzverein Ostprignitz-Ruppin (OPR).
Nico Ruhle hat eine Tochter und einen Sohn.

## Bürgermeisteramt
Bei der Bürgermeisterwahl 2020 in Neuruppin lag Ruhle bei einer Wahlbeteiligung von 48,5 Prozent mit 21,9 Prozent der gültigen Stimmen hinter dem Amtsinhaber Jens-Peter Golde (Pro Ruppin), der 39,6 Prozent der gültigen Stimmen erhielt. Die Stichwahl, welche drei Wochen später stattfand, gewann Ruhle mit 56,7 Prozent der gültigen Stimmen bei einer Wahlbeteiligung von 38,5 Prozent.